# Красна Горбатка
Красна Горбатка (рос. Красная Горбатка) — селище міського типу, адміністративний центр Селивановського району Владимирської області Росії.
Населення — 8113 жителів (2017 рік).

## Населення
Динаміка чисельності населення селища:
| Рік  | Населення, осіб |
| ---- | --------------- |
| 1926 | 519             |
| 1959 | 6 462           |
| 1970 | 8 209           |
| 1979 | 9 141           |
| 1989 | 10 493          |
| 2002 | 9 441           |
| 2010 | 8 885           |
| 2017 | 8 113           |